# Eleutherococcus setchuenensis
Eleutherococcus setchuenensis là một loài thực vật có hoa trong Họ Cuồng cuồng. Loài này được (Harms ex Diels) Nakai mô tả khoa học đầu tiên năm 1927.